# Cylindromyia nana
Cylindromyia nana là một loài ruồi trong họ Tachinidae.